# Olympische Sommerspiele 1972/Teilnehmer (Kambodscha)
| Gelbes Symbol für Goldmedaillen mit stilisierten Olympischen Ringen | Graues Symbol für Silbermedaillen mit stilisierten Olympischen Ringen | Braundes Symbol für Bronzemedaillen mit stilisierten Olympischen Ringen |
| ------------------------------------------------------------------- | --------------------------------------------------------------------- | ----------------------------------------------------------------------- |
| —                                                                   | —                                                                     | —                                                                       |

Kambodscha nahm an den Olympischen Sommerspielen 1972 in München mit einer Delegation von neun Sportlern (acht Männer und eine Frau) teil.

## Teilnehmer nach Sportarten

### Boxen
- Soth Sun
Federgewicht: 17. Platz

### Leichtathletik
- Samphon Mao
100 Meter: Vorläufe

- Savin Chem
400 Meter: Vorläufe

- Sitha Sin
Hochsprung: 36. Platz in der Qualifikation

- Meas Kheng
Frauen, 100 Meter: Vorläufe
Frauen, 200 Meter: Vorläufe

### Schwimmen
- Samnang Prak
100 Meter Freistil: Vorläufe
200 Meter Freistil: Vorläufe
4 × 100 Meter Lagen: Vorläufe

- Sarun Van
100 Meter Rücken: Vorläufe
200 Meter Rücken: Vorläufe
4 × 100 Meter Lagen: Vorläufe

- Sokhon Yi
100 Meter Brust: Vorläufe
200 Meter Brust: Vorläufe
4 × 100 Meter Lagen: Vorläufe

- Chhay-Kheng Nhem
100 Meter Schmetterling: Vorläufe
4 × 100 Meter Lagen: Vorläufe